# Peter Duetoft
Peter Klaus Duetoft (ur. 31 maja 1950 w Nykøbing Falster) – duński polityk, samorządowiec i dziennikarz, poseł do Parlamentu Europejskiego i Folketingetu.

## Życiorys
Syn Alfreda Duetofta i Niny Plambeck. W latach 1969–1976 studiował historię na Uniwersytecie Kopenhaskim. Pracował jednocześnie dorywczo m.in. jako taksówkarz, drukarz i asystent w bibliotece. Zaangażował się wówczas w działalność organizacji Moderate Studenter, a w 1974 w partii Centrum-Demokraterne. W ramach aktywności politycznej zajął się głównie sprawami uchodźców, szkolnictwa i mediów; popierał również idee eurofederalistyczne i angażował się w relacje z Izraelem. W latach 1978–1987 i 2004–2005 kierował regionalnym oddziałem ugrupowania. Był założycielem powiązanych z partią stowarzyszeń i redaktorem jej gazety „Centrum-Avisen” (1979–1987).
W latach 80. trzykrotnie był zastępcą radnego okręgu Kopenhaga (w radzie zasiadał ponownie od 1990 do 1993)). W 1984 bez powodzenia kandydował do Parlamentu Europejskiego, mandat uzyskał 10 września 1987 w miejsce Erharda Jakobsena. Przystąpił do Europejskiej Partii Ludowej, należał do Komisji ds. Rozwoju i Współpracy, Komisji Budżetowej oraz Delegacji ds. stosunków z Izraelem. Z Europarlamentu odszedł 31 października 1988, gdy objął mandat posła do Folketingetu. W tym gremium zasiadał przez cztery kadencje do 2001, sprawował funkcję szefa komisji finansów i frakcji parlamentarnej.
Po kolejnych porażkach w wyborach parlamentarnych w 2005 przeszedł do Socialdemokraterne, z jej ramienia od 2010 jest radnym Hjørring (w 2015 kandydował też do Folketingetu). W międzyczasie zasiadał też w radach nadzorczych m.in. SAS Denmark, Danmarks Radio i Oceanarium Morza Północnego w Hirtshals. Pracował jako ekspert ds. demokratyzacji w różnych państwach, przez wiele lat był recenzentem książek i felietonistą w prasie.
Opublikował kilka książek na tematy polityczne. Kawaler Orderu Danebroga. Od 1982 jest aktywnym wolnomularzem w Den Danske Frimurerorden, promuje także masonerię na spotkaniach i wykładach.